# باولو بارتولومي
باولو بارتولومي (بالإيطالية: Paolo Bartolomei)‏ (21 أغسطس 1989 بلوكا في إيطاليا - ) هو لاعب كرة قدم إيطالي في مركز الوسط.

## روابط خارجية
- باولو بارتولومي على موقع قاعدة بيانات كرة القدم.إي يو (الإنجليزية)
- باولو بارتولومي على موقع Soccerbase.com (لاعب) (الإنجليزية)
- باولو بارتولومي على موقع Soccerway.com (الإنجليزية)
- باولو بارتولومي على موقع عالم كرة القدم.نت (الإنجليزية)